# غونتر يان
غونتر يان (بالألمانية: Günther Jahn)‏ (و. 1933 – 2011 م) هو رسام من ألمانيا، وألمانيا الشرقية، ولد في زوندرسهاوزن، توفي عن عمر يناهز 78 عاماً.